# Prádena
Prádena er en by og kommune i det centrale Spanien i provinsen Segovia. Den har et indbyggertal på 468 (2024) indbyggere.